# Пеца (Ђенова)
Пеца је насеље у Италији у округу Ђенова, региону Лигурија.
Према процени из 2011. у насељу је живело 4 становника. Насеље се налази на надморској висини од 750 м.